# Mario Barrios
Mario Thomas Barrios (nacido el 18 de mayo de 1995) es un boxeador profesional estadounidense que fue Campeón (Regular) en la categoría de Peso superligero de la Asociación Mundial de Boxeo desde el 28 de septiembre de 2019 hasta el 26 de junio de 2021 tras perderlo ante Gervonta Davis.
A partir de noviembre de 2019, apodado "Aztec Warrior".

## Carrera profesional
Barrios se convirtió en profesional en 2013 y compiló un récord de 24-0 antes de enfrentar y derrotar al invicto boxeador Uzbeko Batyr Akhmedov por decisión unánime de ganar el título vacante de la AMB (Regular) Superligero en una dura competencia en la que Barrios dejó caer a Akhmedov dos veces, pero recibió un castigo considerable resultando en la mayor parte de su cara hinchada.
El 15 de noviembre de 2024, Barrios realizó su primera defensa del título contra Abel Ramos. La pelea terminó en empate: 116-112 (a favor de Barrios), 114-112 (a favor de Ramos) y 113-113.

## Récord profesional
| No.    | Victoria     | Registro | Oponente              | Tipo | Round, tiempo | Fecha      | Lugar                                                     | Notas                                                                     |
| ------ | ------------ | -------- | --------------------- | ---- | ------------- | ---------- | --------------------------------------------------------- | ------------------------------------------------------------------------- |
| 32     | \| Empate \| | 29-2-2   | Manny Pacquiao        | MD   | 12            | 19/7/2025  | MGM Grand Garden Arena, Las Vegas, Nevada                 | Retuvo WBC welterweight title                                             |
| 31     | Empate       | 29–2–1   | Abel Ramos            | SD   | 12            | 15/11/2024 | AT&T Stadium, Arlington, Texas, EE. UU.                   | Retained WBC welterweight title                                           |
| 30     | Victoria     | 28-2     | Yordenis Ugás         | UD   | 12            | 30/09/2023 | T-Mobile Arena, Paradise, Nevada                          | Ganó el título interino de la WBC en el peso wélter.                      |
| 29     | Victoria     | 27-2     | Jovanie Santiago      | TKO  | 8 (10), 1:42  | 11/02/2023 | Alamodome, San Antonio, Texas                             | Gana el título Continental Americas de la WBC en el peso wélter.          |
| 28     | Derrota      | 26-2     | Keith Thurman         | UD   | 12            | 05/02/2022 | Michelob Ultra Arena, Las Vegas, Nevada, EE. UU.          | Pelea en Peso Welter                                                      |
| 27     | Derrota      | 26-1     | Gervonta Davis        | TKO  | 11 (12), 2:13 | 26/06/2021 | State Farm Arena, Atlanta, Georgia                        | Perdió el título mundial WBA (Regular) peso superligero.                  |
| 26     | Victoria     | 26–0     | Ryan Karl             | TKO  | 6 (12), 2:23  | 31/10/2020 | Alamodome, San Antonio, Texas                             | Retuvo el título de Campeón (Regular) de Peso superligero de la AMB       |
| 25     | Victoria     | 25–0     | Batyr Akhmedov        | UD   | 12            | 28/09/2019 | Staples Center, Los Ángeles, California, EE. UU.          | Ganó el título vacante de Campeón (Regular) de Peso superligero de la AMB |
| 24     | Victoria     | 24–0     | Juan Jose Velasco     | KO   | 2 (10)        | 11/05/2019 | EagleBank Arena, Fairfax, Virginia, EE. UU.               |                                                                           |
| 23     | Victoria     | 23–0     | Richard Zamora        | KO   | 4 (10)        | 09/02/2019 | Dignity Health Sports Park, Carson, California, EE. UU.   |                                                                           |
| 22     | Victoria     | 22–0     | Jose Roman            | RTD  | 8 (10)        | 28/07/2018 | Staples Center, Los Ángeles, California, EE. UU.          | Ganó el título Inter-Continental de Peso wélter de la AMB                 |
| 21     | Victoria     | 21–0     | Eudy Bernardo         | TKO  | 2 (10)        | 10/03/2018 | Freeman Coliseum, San Antonio, Texas, EE. UU.             |                                                                           |
| 20     | Victoria     | 20–0     | Naim Nelson           | TKO  | 7 (10)        | 19/09/2017 | Wind Creek Event Center, Bethlehem, Pennsylvania, EE. UU. |                                                                           |
| 19     | Victoria     | 19–0     | José Luis Rodríguez   | KO   | 7 (10)        | 11/06/2017 | Pioneer Event Center, Lancaster, California, EE. UU.      |                                                                           |
| 18     | Victoria     | 18–0     | Yardley Armenta Cruz  | TKO  | 6 (8)         | 04/03/2017 | Barclays Center, New York City, New York, EE. UU.         |                                                                           |
| 17     | Victoria     | 17–0     | Claudio Rosendo Tapia | KO   | 2 (8)         | 10/12/2016 | Galen Center, Los Ángeles, California, EE. UU.            |                                                                           |
| 16     | Victoria     | 16–0     | Devis Boschiero       | UD   | 12            | 09/07/2016 | CURE Insurance Arena, Trenton, New Jersey, EE. UU.        |                                                                           |
| 15     | Victoria     | 15–0     | Edgar Gabejan         | UD   | 8             | 16/04/2016 | Barclays Center, Nueva York, New York, EE. UU.            |                                                                           |
| 14     | Victoria     | 14–0     | Manuel Vides          | KO   | 6 (8)         | 12/12/2015 | AT&T Center, San Antonio, Texas, EE. UU.                  |                                                                           |
| 13     | Victoria     | 13–0     | Enrique Tinoco        | UD   | 8             | 10/11/2015 | Music Hall, Austin, Texas, EE. UU.                        |                                                                           |
| 12     | Victoria     | 12–0     | Eduardo Rivera        | KO   | 1 (8)         | 26/09/2015 | Legacy Arena, Birmingham, Alabama, EE. UU.                |                                                                           |
| 11     | Victoria     | 11–0     | Jose Cen Torres       | TKO  | 4 (8)         | 06/09/2015 | American Bank Center, Corpus Christi, Texas, EE. UU.      |                                                                           |
| 10     | Victoria     | 10–0     | Jose Arturo Esquivel  | UD   | 8             | 18/08/2015 | Don Haskins Center, El Paso, Texas, EE. UU.               |                                                                           |
| 9      | Victoria     | 9–0      | Jose Del Valle        | KO   | 6 (6)         | 09/05/2015 | Payne Arena, Hidalgo, Texas, EE. UU.                      |                                                                           |
| 8      | Victoria     | 8–0      | Justin Lopez          | TKO  | 3 (6)         | 07/03/2015 | MGM Grand Garden Arena, Las Vegas, Nevada, EE. UU.        |                                                                           |
| 7      | Victoria     | 7–0      | Juan Sandoval         | UD   | 4             | 20/11/2014 | Sportsmen's Lodge, Los Ángeles, California, EE. UU.       |                                                                           |
| 6      | Victoria     | 6–0      | Abraham Rubio         | KO   | 1 (4)         | 08/10/2014 | Beau Rivage Resort & Casino, Biloxi, Misisipi, EE. UU.    |                                                                           |
| 5      | Victoria     | 5–0      | Salvador Perez        | KO   | 1 (4)         | 25/07/2014 | Fantasy Springs Resort Casino, Indio, EE. UU.             |                                                                           |
| 4      | Victoria     | 4–0      | Jaxel Marrero         | UD   | 4             | 10/05/2014 | Galen Center, Los Ángeles, California, EE. UU.            |                                                                           |
| 3      | Victoria     | 3–0      | Lyonell Kelly         | UD   | 4             | 07/03/2014 | Pala Casino Resort and Spa, Pala, California, EE. UU.     |                                                                           |
| 2      | Victoria     | 2–0      | Manuel Rubalcava      | UD   | 4             | 10/02/2014 | Cowboys Dance Hall, San Antonio, Texas, EE. UU.           |                                                                           |
| 1      | Victoria     | 1–0      | Rigoberto Moreno      | TKO  | 1 (4)         | 11/11/2013 | Cowboys Dance Hall, San Antonio, Texas, EE. UU.           | Debut profesional                                                         |
| Empate |              |          |                       |      |               |            |                                                           |                                                                           |